# Toyota Owners 400
La Toyota Owners 400 è una gara automobilistica appartenente alle NASCAR Cup Series che si tiene presso il Richmond Raceway di Richmond, in Virginia (Stati Uniti).
È una delle due gare che si disputano ogni anno sul circuito di Richmond; la Toyota Owners 400 si disputa a cavallo tra marzo ed aprile di ogni anno, mentre la seconda, la Cook Out 400, viene disputata in piena estate.

## Storia
Fin dalla sua prima edizione, nel 1953, la gara si svolge nella domenica pomeriggio successiva alla Daytona 500, in febbraio, una tradizione rimasta in vita nonostante nel 1991 sia stato installato un impianto di illuminazione per consentire gare in notturna.
I dirigenti della pista, dopo numerosi rinvii per maltempo avvenuti nel corso degli anni (addirittura una nevicata nel 1989), si convincono di chiedere un definitivo spostamento di questa gara nel mese di maggio o di giugno, decidendo contemporaneamente di anticipare la gara al sabato sera; lo spostamento diventa ufficiale a partire dall'edizione 1999.
Tra il 2007 e il 2011 il main sponsor dell'evento di quel periodo, Crown Royal, decide di inserire nel nome dell'edizione annuale quello del vincitore di una gara amatoriale che ogni anno si tiene nelle Speedweeks di Daytona. Nel 2012 la Crown Royal non sponsorizza più la gara, trasferendo la sua usanza alla Brickyard 400.
Nel 2012 la gara scambia la sua data con la gara primaverile dell'evento di Talladega, spostando all'ultimo sabato di aprile. Soltanto con l'edizione 2016 la gara viene nuovamente disputata nella giornata di domenica, ma già nel 2018 si ritorna a disputarla di sabato.
Dalla sua gara inaugurale, nel 1953, la gara non si è disputata in tre occasioni: nel 1954, nel 1958 e nel 2020 quando, a causa della pandemia di COVID-19, la gara è stata sostituita da un evento disputato presso il Darlington Raceway.

## Albo d'oro
Fonti: Racing Reference; Jayski's Silly Season Site
| Anno | Data                                                           | N.                                                             | Pilota                                                         | Team                                                           | Vettura                                                        | Distanza                                                       | Distanza                                                       | Tempo di gara                                                  | Media                                                          | Resoconto                                                      |
| Anno | Data                                                           | N.                                                             | Pilota                                                         | Team                                                           | Vettura                                                        | Giri                                                           | Miglia                                                         | Tempo di gara                                                  | Media                                                          | Resoconto                                                      |
| ---- | -------------------------------------------------------------- | -------------------------------------------------------------- | -------------------------------------------------------------- | -------------------------------------------------------------- | -------------------------------------------------------------- | -------------------------------------------------------------- | -------------------------------------------------------------- | -------------------------------------------------------------- | -------------------------------------------------------------- | -------------------------------------------------------------- |
| 1953 | 19 aprile                                                      | 42                                                             | Lee Petty                                                      | Petty Enterprises                                              | Dodge                                                          | 200                                                            | 100                                                            | 2:11:48                                                        | 45.535                                                         | Resoconto                                                      |
| 1954 | non disputata                                                  | non disputata                                                  | non disputata                                                  | non disputata                                                  | non disputata                                                  | non disputata                                                  | non disputata                                                  | non disputata                                                  | non disputata                                                  | non disputata                                                  |
| 1955 | 22 maggio                                                      | 300                                                            | Tim Flock                                                      | Carl Kiekhaefer                                                | Chrysler                                                       | 200                                                            | 100                                                            | 1:50:30                                                        | 54.298                                                         | Resoconto                                                      |
| 1956 | 29 aprile                                                      | 87                                                             | Buck Baker                                                     | Carl Kiekhaefer                                                | Dodge                                                          | 200                                                            | 100                                                            | 1:46:42                                                        | 56.232                                                         | Resoconto                                                      |
| 1957 | 5 maggio                                                       | 12                                                             | Paul Goldsmith                                                 | Pete DePaolo                                                   | Ford                                                           | 200                                                            | 100                                                            | 1:36:05                                                        | 62.445                                                         | Resoconto                                                      |
| 1958 | non disputata                                                  | non disputata                                                  | non disputata                                                  | non disputata                                                  | non disputata                                                  | non disputata                                                  | non disputata                                                  | non disputata                                                  | non disputata                                                  | non disputata                                                  |
| 1959 | 21 giugno                                                      | 59                                                             | Tom Pistone                                                    | Carl Rupert                                                    | Ford                                                           | 200                                                            | 100                                                            | 1:45:29                                                        | 56.881                                                         | Resoconto                                                      |
| 1960 | 5 giugno                                                       | 42                                                             | Lee Petty                                                      | Petty Enterprises                                              | Plymouth                                                       | 200                                                            | 100                                                            | 1:36:23                                                        | 62.251                                                         | Resoconto                                                      |
| 1961 | 23 aprile                                                      | 43                                                             | Richard Petty                                                  | Petty Enterprises                                              | Plymouth                                                       | 200                                                            | 100                                                            | 1:36:04                                                        | 62.456                                                         | Resoconto                                                      |
| 1962 | 1 aprile                                                       | 4                                                              | Rex White                                                      | Rex White                                                      | Chevrolet                                                      | 180                                                            | 90                                                             | 1:45:08                                                        | 51.363                                                         | Resoconto                                                      |
| 1963 | 7 aprile                                                       | 8                                                              | Joe Weatherly                                                  | Bud Moore Engineering                                          | Pontiac                                                        | 250                                                            | 125                                                            | 2:06:16                                                        | 58.624                                                         | Resoconto                                                      |
| 1964 | 10 marzo                                                       | 6                                                              | David Pearson                                                  | Cotton Owens                                                   | Dodge                                                          | 250                                                            | 125                                                            | 2:07:51                                                        | 60.233                                                         | Resoconto                                                      |
| 1965 | 7 marzo                                                        | 26                                                             | Junior Johnson                                                 | Junior Johnson & Associates                                    | Ford                                                           | 250                                                            | 125                                                            | 2:02:07                                                        | 61.416                                                         | Resoconto                                                      |
| 1966 | 15 maggio                                                      | 6                                                              | David Pearson                                                  | Cotton Owens                                                   | Dodge                                                          | 250                                                            | 125                                                            | 1:52:43                                                        | 66.539                                                         | Resoconto                                                      |
| 1967 | 30 aprile                                                      | 43                                                             | Richard Petty                                                  | Petty Enterprises                                              | Plymouth                                                       | 250                                                            | 125                                                            | 1:53:40                                                        | 65.982                                                         | Resoconto                                                      |
| 1968 | 24 marzo                                                       | 17                                                             | David Pearson                                                  | Holman-Moody                                                   | Ford                                                           | 250                                                            | 125                                                            | 1:55:55                                                        | 65.217                                                         | Resoconto                                                      |
| 1969 | 13 aprile                                                      | 17                                                             | David Pearson                                                  | Holman-Moody                                                   | Ford                                                           | 500                                                            | 250                                                            | 3:23:23                                                        | 73.752                                                         | Resoconto                                                      |
| 1970 | 1 marzo                                                        | 48                                                             | James Hylton                                                   | James Hylton                                                   | Ford                                                           | 500                                                            | 250                                                            | 3:18:11                                                        | 82.044                                                         | Resoconto                                                      |
| 1971 | 7 marzo                                                        | 43                                                             | Richard Petty                                                  | Petty Enterprises                                              | Plymouth                                                       | 500                                                            | 250                                                            | 3:23:20                                                        | 79.836                                                         | Resoconto                                                      |
| 1972 | 27 febbraio                                                    | 43                                                             | Richard Petty                                                  | Petty Enterprises                                              | Plymouth                                                       | 500                                                            | 250                                                            | 3:32:12                                                        | 76.258                                                         | Resoconto                                                      |
| 1973 | 25 febbraio                                                    | 43                                                             | Richard Petty                                                  | Petty Enterprises                                              | Dodge                                                          | 500                                                            | 250                                                            | 3:37:29                                                        | 74.764                                                         | Resoconto                                                      |
| 1974 | 24 febbraio                                                    | 12                                                             | Bobby Allison                                                  | Bobby Allison                                                  | Chevrolet                                                      | 450                                                            | 243.9                                                          | 3:02:02                                                        | 80.095                                                         | Resoconto                                                      |
| 1975 | 23 febbraio                                                    | 43                                                             | Richard Petty                                                  | Petty Enterprises                                              | Dodge                                                          | 500                                                            | 250                                                            | 3:37:03                                                        | 74.913                                                         | Resoconto                                                      |
| 1976 | 7 marzo                                                        | 71                                                             | Dave Marcis                                                    | Nord Krauskopf                                                 | Dodge                                                          | 400                                                            | 216.8                                                          | 2:58:44                                                        | 72.792                                                         | Resoconto                                                      |
| 1977 | 27 febbraio                                                    | 11                                                             | Cale Yarborough                                                | Junior Johnson & Associates                                    | Chevrolet                                                      | 245                                                            | 132.7                                                          | 1:49:01                                                        | 73.084                                                         | Resoconto                                                      |
| 1978 | 26 febbraio                                                    | 72                                                             | Benny Parsons                                                  | L.G. DeWitt                                                    | Chevrolet                                                      | 400                                                            | 216.8                                                          | 2:41:59                                                        | 80.304                                                         | Resoconto                                                      |
| 1979 | 11 marzo                                                       | 11                                                             | Cale Yarborough                                                | Junior Johnson & Associates                                    | Oldsmobile                                                     | 400                                                            | 216.8                                                          | 2:35:34                                                        | 83.608                                                         | Resoconto                                                      |
| 1980 | 24 febbraio                                                    | 88                                                             | Darrell Waltrip                                                | DiGard Motorsports                                             | Chevrolet                                                      | 400                                                            | 216.8                                                          | 3:12:08                                                        | 67.703                                                         | Resoconto                                                      |
| 1981 | 22 febbraio                                                    | 11                                                             | Darrell Waltrip                                                | Junior Johnson & Associates                                    | Buick                                                          | 400                                                            | 216.8                                                          | 2:49:53                                                        | 76.570                                                         | Resoconto                                                      |
| 1982 | 21 febbraio                                                    | 71                                                             | Dave Marcis                                                    | Dave Marcis                                                    | Chevrolet                                                      | 250                                                            | 135.5                                                          | 1:51:30                                                        | 72.914                                                         | Resoconto                                                      |
| 1983 | 27 febbraio                                                    | 22                                                             | Bobby Allison                                                  | DiGard Motorsports                                             | Chevrolet                                                      | 400                                                            | 216.8                                                          | 2:43:45                                                        | 79.584                                                         | Resoconto                                                      |
| 1984 | 26 febbraio                                                    | 15                                                             | Ricky Rudd                                                     | Bud Moore Engineering                                          | Ford                                                           | 400                                                            | 216.8                                                          | 2:09:31                                                        | 76.736                                                         | Resoconto                                                      |
| 1985 | 24 febbraio                                                    | 3                                                              | Dale Earnhardt                                                 | Richard Childress Racing                                       | Chevrolet                                                      | 400                                                            | 216.8                                                          | 3:11:27                                                        | 67.945                                                         | Resoconto                                                      |
| 1986 | 23 febbraio                                                    | 7                                                              | Kyle Petty                                                     | Wood Brothers Racing                                           | Ford                                                           | 400                                                            | 216.8                                                          | 3:02:54                                                        | 71.078                                                         | Resoconto                                                      |
| 1987 | 8 marzo                                                        | 3                                                              | Dale Earnhardt                                                 | Richard Childress Racing                                       | Chevrolet                                                      | 400                                                            | 216.8                                                          | 2:39:34                                                        | 81.520                                                         | Resoconto                                                      |
| 1988 | 21 febbraio                                                    | 75                                                             | Neil Bonnett                                                   | RahMoc Enterprises                                             | Pontiac                                                        | 400                                                            | 216.8                                                          | 3:15:54                                                        | 66.401                                                         | Resoconto                                                      |
| 1989 | 26 marzo                                                       | 27                                                             | Rusty Wallace                                                  | Blue Max Racing                                                | Pontiac                                                        | 400                                                            | 216.8                                                          | 3:20:51                                                        | 89.619                                                         | Resoconto                                                      |
| 1990 | 25 febbraio                                                    | 6                                                              | Mark Martin                                                    | Roush Racing                                                   | Ford                                                           | 400                                                            | 216.8                                                          | 3:15:18                                                        | 92.158                                                         | Resoconto                                                      |
| 1991 | 24 febbraio                                                    | 3                                                              | Dale Earnhardt                                                 | Richard Childress Racing                                       | Chevrolet                                                      | 400                                                            | 216.8                                                          | 2:50:47                                                        | 105.937                                                        | Resoconto                                                      |
| 1992 | 8 marzo                                                        | 11                                                             | Bill Elliott                                                   | Junior Johnson & Associates                                    | Ford                                                           | 400                                                            | 216.8                                                          | 2:52:27                                                        | 104.378                                                        | Resoconto                                                      |
| 1993 | 7 marzo                                                        | 28                                                             | Davey Allison                                                  | Robert Yates Racing                                            | Ford                                                           | 400                                                            | 216.8                                                          | 2:47:07                                                        | 107.709                                                        | Resoconto                                                      |
| 1994 | 6 marzo                                                        | 28                                                             | Ernie Irvan                                                    | Robert Yates Racing                                            | Ford                                                           | 400                                                            | 216.8                                                          | 3:03:03                                                        | 98.334                                                         | Resoconto                                                      |
| 1995 | 5 marzo                                                        | 5                                                              | Terry Labonte                                                  | Hendrick Motorsports                                           | Chevrolet                                                      | 400                                                            | 216.8                                                          | 2:49:08                                                        | 106.425                                                        | Resoconto                                                      |
| 1996 | 3 marzo                                                        | 24                                                             | Jeff Gordon                                                    | Hendrick Motorsports                                           | Chevrolet                                                      | 400                                                            | 216.8                                                          | 2:55:11                                                        | 102.750                                                        | Resoconto                                                      |
| 1997 | 2 marzo                                                        | 2                                                              | Rusty Wallace                                                  | Penske Racing                                                  | Ford                                                           | 400                                                            | 216.8                                                          | 2:45:54                                                        | 108.499                                                        | Resoconto                                                      |
| 1998 | 6 giugno                                                       | 5                                                              | Terry Labonte                                                  | Hendrick Motorsports                                           | Chevrolet                                                      | 400                                                            | 216.8                                                          | 3:05:29                                                        | 97.044                                                         | Resoconto                                                      |
| 1999 | 15 maggio                                                      | 88                                                             | Dale Jarrett                                                   | Robert Yates Racing                                            | Ford                                                           | 400                                                            | 216.8                                                          | 2:59:49                                                        | 100.102                                                        | Resoconto                                                      |
| 2000 | 6 maggio                                                       | 8                                                              | Dale Earnhardt Jr.                                             | Dale Earnhardt, Inc.                                           | Chevrolet                                                      | 400                                                            | 216.8                                                          | 3:01:08                                                        | 99.374                                                         | Resoconto                                                      |
| 2001 | 5 maggio                                                       | 20                                                             | Tony Stewart                                                   | Joe Gibbs Racing                                               | Pontiac                                                        | 400                                                            | 216.8                                                          | 3:07:45                                                        | 95.872                                                         | Resoconto                                                      |
| 2002 | 4/5 maggio                                                     | 20                                                             | Tony Stewart                                                   | Joe Gibbs Racing                                               | Pontiac                                                        | 400                                                            | 216.8                                                          | 3:27:19                                                        | 86.824                                                         | Resoconto                                                      |
| 2003 | 3 maggio                                                       | 25                                                             | Joe Nemechek                                                   | Hendrick Motorsports                                           | Chevrolet                                                      | 393                                                            | 294.7                                                          | 3:23:47                                                        | 86.783                                                         | Resoconto                                                      |
| 2004 | 15 maggio                                                      | 8                                                              | Dale Earnhardt Jr.                                             | Dale Earnhardt, Inc.                                           | Chevrolet                                                      | 400                                                            | 216.8                                                          | 3:03:12                                                        | 98.253                                                         | Resoconto                                                      |
| 2005 | 14 maggio                                                      | 9                                                              | Kasey Kahne                                                    | Evernham Motorsports                                           | Dodge                                                          | 400                                                            | 216.8                                                          | 2:59:26                                                        | 100.316                                                        | Resoconto                                                      |
| 2006 | 6 maggio                                                       | 8                                                              | Dale Earnhardt Jr.                                             | Dale Earnhardt, Inc.                                           | Chevrolet                                                      | 400                                                            | 216.8                                                          | 3:05:27                                                        | 97.061                                                         | Resoconto                                                      |
| 2007 | 6 maggio                                                       | 48                                                             | Jimmie Johnson                                                 | Hendrick Motorsports                                           | Chevrolet                                                      | 400                                                            | 216.8                                                          | 3:17:53                                                        | 91.270                                                         | Resoconto                                                      |
| 2008 | 3 maggio                                                       | 07                                                             | Clint Bowyer                                                   | Richard Childress Racing                                       | Chevrolet                                                      | 410                                                            | 307.5                                                          | 3:12:37                                                        | 95.786                                                         | Resoconto                                                      |
| 2009 | 2 maggio                                                       | 18                                                             | Kyle Busch                                                     | Joe Gibbs Racing                                               | Toyota                                                         | 400                                                            | 216.8                                                          | 3:18:37                                                        | 90.627                                                         | Resoconto                                                      |
| 2010 | 1 maggio                                                       | 18                                                             | Kyle Busch                                                     | Joe Gibbs Racing                                               | Toyota                                                         | 400                                                            | 216.8                                                          | 3:00:47                                                        | 99.567                                                         | Resoconto                                                      |
| 2011 | 30 aprile                                                      | 18                                                             | Kyle Busch                                                     | Joe Gibbs Racing                                               | Toyota                                                         | 400                                                            | 216.8                                                          | 3:08:55                                                        | 95.280                                                         | Resoconto                                                      |
| 2012 | 28 aprile                                                      | 18                                                             | Kyle Busch                                                     | Joe Gibbs Racing                                               | Toyota                                                         | 400                                                            | 216.8                                                          | 2:51:06                                                        | 105.202                                                        | Resoconto                                                      |
| 2013 | 27 aprile                                                      | 29                                                             | Kevin Harvick                                                  | Richard Childress Racing                                       | Chevrolet                                                      | 406                                                            | 304.5                                                          | 3:18:17                                                        | 92.141                                                         | Resoconto                                                      |
| 2014 | 26 aprile                                                      | 22                                                             | Joey Logano                                                    | Team Penske                                                    | Ford                                                           | 400                                                            | 216.8                                                          | 3:20:47                                                        | 91.369                                                         | Resoconto                                                      |
| 2015 | 26 aprile                                                      | 41                                                             | Kurt Busch                                                     | Stewart-Haas Racing                                            | Chevrolet                                                      | 400                                                            | 216.8                                                          | 3:05:16                                                        | 97.157                                                         | Resoconto                                                      |
| 2016 | 24 aprile                                                      | 19                                                             | Carl Edwards                                                   | Joe Gibbs Racing                                               | Toyota                                                         | 400                                                            | 216.8                                                          | 3:05:26                                                        | 97.070                                                         | Resoconto                                                      |
| 2017 | 30 aprile                                                      | 22                                                             | Joey Logano                                                    | Team Penske                                                    | Ford                                                           | 400                                                            | 216.8                                                          | 3:12:08                                                        | 93.685                                                         | Resoconto                                                      |
| 2018 | 21 aprile                                                      | 18                                                             | Kyle Busch                                                     | Joe Gibbs Racing                                               | Toyota                                                         | 402                                                            | 301.5                                                          | 3:08:01                                                        | 96.215                                                         | Resoconto                                                      |
| 2019 | 13 aprile                                                      | 19                                                             | Martin Truex Jr.                                               | Joe Gibbs Racing                                               | Toyota                                                         | 400                                                            | 216.8                                                          | 3:00:16                                                        | 99.852                                                         | Resoconto                                                      |
| 2020 | gara disputata a Darlington a causa della pandemia di COVID-19 | gara disputata a Darlington a causa della pandemia di COVID-19 | gara disputata a Darlington a causa della pandemia di COVID-19 | gara disputata a Darlington a causa della pandemia di COVID-19 | gara disputata a Darlington a causa della pandemia di COVID-19 | gara disputata a Darlington a causa della pandemia di COVID-19 | gara disputata a Darlington a causa della pandemia di COVID-19 | gara disputata a Darlington a causa della pandemia di COVID-19 | gara disputata a Darlington a causa della pandemia di COVID-19 | gara disputata a Darlington a causa della pandemia di COVID-19 |
| 2021 | 18 aprile                                                      | 48                                                             | Alex Bowman                                                    | Hendrick Motorsports                                           | Chevrolet                                                      | 400                                                            | 216.8                                                          | 3:06:57                                                        | 96.282                                                         | Resoconto                                                      |
| 2022 | 3 aprile                                                       | 11                                                             | Denny Hamlin                                                   | Joe Gibbs Racing                                               | Toyota                                                         | 400                                                            | 216.8                                                          | 3:04:43                                                        | 97.447                                                         | Resoconto                                                      |
| 2023 | 2 aprile                                                       | 5                                                              | Kyle Larson                                                    | Hendrick Motorsports                                           | Chevrolet                                                      | 400                                                            | 216.8                                                          | 3:17:37                                                        | 91.085                                                         | Resoconto                                                      |
| 2024 | 31 marzo                                                       | 11                                                             | Denny Hamlin                                                   | Joe Gibbs Racing                                               | Toyota                                                         | 407                                                            | 305.2                                                          | 3:14:41                                                        | 94.076                                                         | Resoconto                                                      |

### Piloti plurivincitori
| Numero vittorie | Pilota              | Edizioni                           |
| --------------- | ------------------- | ---------------------------------- |
| 6               | Richard Petty       | 1961, 1967, 1971, 1972, 1973, 1975 |
| 5               | Kyle Busch          | 2009, 2010, 2011, 2012, 2018       |
| 4               | David Pearson       | 1964, 1966, 1968, 1969             |
| 3               | Dale Earnhardt      | 1985, 1987, 1991                   |
| 3               | Dale Earnhardt, Jr. | 2000, 2004, 2006                   |
| 2               | Lee Petty           | 1953, 1960                         |
| 2               | Cale Yarborough     | 1977, 1979                         |
| 2               | Darrell Waltrip     | 1980, 1981                         |
| 2               | Dave Marcis         | 1976, 1982                         |
| 2               | Bobby Allison       | 1974, 1983                         |
| 2               | Rusty Wallace       | 1989, 1997                         |
| 2               | Terry Labonte       | 1995, 1998                         |
| 2               | Tony Stewart        | 2001, 2002                         |
| 2               | Joey Logano         | 2014, 2017                         |
| 2               | Denny Hamlin        | 2022, 2024                         |

### Teamplurivincitori
| N° vittorie | Squadra                     | Anni                                                             |
| ----------- | --------------------------- | ---------------------------------------------------------------- |
| 11          | Joe Gibbs Racing            | 2001, 2002, 2009, 2010, 2011, 2012, 2016, 2018, 2019, 2022, 2024 |
| 8           | Petty Enterprises           | 1953, 1960, 1961, 1967, 1971, 1972, 1973, 1975                   |
| 7           | Hendrick Motorsports        | 1995, 1996, 1998, 2003, 2007, 2021, 2023                         |
| 5           | Junior Johnson & Associates | 1965, 1977, 1979, 1981, 1992                                     |
| 5           | Richard Childress Racing    | 1985, 1987, 1991, 2008, 2013                                     |
| 3           | Robert Yates Racing         | 1993, 1994, 1999                                                 |
| 3           | Dale Earnhardt, Inc.        | 2000, 2004, 2006                                                 |
| 3           | Team Penske                 | 1997, 2014, 2017                                                 |
| 2           | Carl Kiekhaefer             | 1955, 1956                                                       |
| 2           | Bud Moore Engineering       | 1963, 1984                                                       |
| 2           | Cotton Owens                | 1964, 1966                                                       |
| 2           | Holman-Moody                | 1968, 1969                                                       |
| 2           | DiGard Motorsports          | 1980, 1983                                                       |

### Costruttori plurivincitori
| N° vittorie | Costruttori | Anni |
| ----------- | ----------- | --- |
| 23          | Chevrolet   | 1962, 1974, 1977, 1978, 1980, 1982, 1983, 1985, 1987, 1991, 1995, 1996, 1998, 2000, 2003, 2004, 2006, 2007, 2008, 2013, 2015, 2021, 2023 |
| 15          | Ford        | 1957, 1965, 1968, 1969, 1970, 1984, 1986, 1990, 1992, 1993, 1994, 1997, 1999, 2014, 2017                                                 |
| 9           | Toyota      | 2009, 2010, 2011, 2012, 2016, 2018, 2019, 2022, 2024                                                                                     |
| 8           | Dodge       | 1953, 1956, 1964, 1966, 1973, 1975, 1976, 2005                                                                                           |
| 5           | Plymouth    | 1960, 1961, 1967, 1971, 1972 |
| 5           | Pontiac     | 1963, 1988, 1989, 2001, 2002 |